# Vishniac (cratera)
Vishniac é a maior cratera da superfície marciana apelidada de "A Pegada do Gigante". Seu nome vem de Wolf V. Vishniac, um microbiólogo que morreu em uma expedição para a Antártica. Não coincidentemente, a cratera se situa no pólo sul de Marte. Essa formação foi observada pela primeira vez pela Mariner 7 em 1969. Em 1999, a câmera orbital da Mars Global Surveyor pôde fornecer imagens mais detalhadas.